# ارمنستان در مسابقه آواز یوروویژن ۲۰۰۶
ارمنستان در مسابقه آواز یوروویژن ۲۰۰۶ (انگلیسی: Armenia in the Eurovision Song Contest 2006) با ترانه «بدون عشق تو» شرکت کرد. این ترانه توسط آرمن مارتیروسیان آهنگسازی و کاترین بکیان ترانه‌سرایی شده بود و توسط آندره اجرا شد. تلویزیون عمومی ارمنستان (AMPTV) به‌طور داخلی نماینده خود را برای این مسابقه انتخاب کرد. انتخاب آندره به عنوان هنرمند ارمنستان در تاریخ ۲۰ ژانویه ۲۰۰۶ اعلام شد، و ترانه «بدون عشق تو» در تاریخ ۱۷ مارس ۲۰۰۶ به‌طور عمومی معرفی شد.
این اولین حضور ارمنستان در مسابقه یوروویژن بود و با این ترانه، ارمنستان به جمع کشورهای شرکت‌کننده در این مسابقه پیوست. ترانه «بدون عشق تو» با ترکیب ملودی جذاب و متن احساسی توانست تأثیر خوبی بر مخاطبان بگذارد و ارمنستان را در اولین حضور خود در یوروویژن مطرح کند.
ارمنستان در نیمه‌نهایی مسابقه یوروویژن ۲۰۰۶ که در تاریخ ۱۸ مه ۲۰۰۶ برگزار شد، با ترانه «بدون عشق تو» شرکت کرد. این ترانه به عنوان اولین اجرا در این نیمه‌نهایی (در موقعیت ۱) به نمایش درآمد. «بدون عشق تو» به عنوان یکی از ۱۰ ترانه برتر نیمه‌نهایی معرفی شد و بنابراین به فینال که در تاریخ ۲۰ مه ۲۰۰۶ برگزار شد، راه یافت.
در نیمه‌نهایی، ارمنستان در مکان ششم از میان ۲۳ کشور شرکت‌کننده قرار گرفت و ۱۵۰ امتیاز کسب کرد. در فینال، ارمنستان به عنوان آخرین اجرا (در موقعیت ۲۴) روی صحنه رفت و در نهایت در میان ۲۴ کشور شرکت‌کننده در جایگاه هشتم قرار گرفت و ۱۲۹ امتیاز دریافت کرد. این موفقیت بزرگ برای ارمنستان در اولین حضور خود در یوروویژن به‌شمار می‌رفت.

## تاریخچه
پخش کننده ملی ارمنستان، تلویزیون عمومی ارمنستان (AMPTV)، این رویداد را در ارمنستان پخش می‌کند و فرایند انتخاب برای ورود این کشور را سازماندهی می‌کند. AMPTV قصد خود را برای شرکت در مسابقه آواز یوروویژن تأیید کرد. علیرغم اینکه در ابتدا اعلام کرد که یک فینال ملی برای انتخاب اولین اثر خود برگزار می‌شود، AMPTV بعداً تصمیم گرفت به جای آن هنرمند و آهنگ را به صورت داخلی انتخاب کند.

## قبل از یوروویژن
نماینده ارمنستان برای مسابقه آواز یوروویژن ۲۰۰۶ توسط AMPTV انتخاب شد. در ۲۰ ژانویه ۲۰۰۶، آندره به عنوان نماینده ارمنستان معرفی شد. آندره در رابطه با انتخاب خود اظهار داشت: در ابتدا وقتی خبر حضورم را فهمیدم بسیار هیجان زده بودم، سپس متوجه شدم که چه مسئولیت بزرگی است، بالاخره من نماینده شخصیت خودم نیستم، بلکه نماینده کشور خواهم بود. این بسیار جدی است." AMPTV بعداً در فوریه ۲۰۰۶ اعلام کرد که ورودی آن از بین ۲۰ آهنگ ارسال شده توسط ترانه سرایان در سراسر جهان پس از فراخوان عمومی برای ارسال آهنگ انتخاب شده است.
در ۸ فوریه ۲۰۰۶، AMPTV آهنگ «بدون عشق تو»، ساخته شده توسط آرمن ماتیروسیان با اشعار کاترین بکیان را به عنوان نماینده خود برای مسابقه اعلام کرد. آندره ویدیوی رسمی این آهنگ را قبل از ارائه فیلمبرداری کرد که توسط هرچ کشیشیان کارگردانی شد. این آهنگ و ویدیو در ۱۷ مارس ۲۰۰۶ به عموم ارائه شد

## اجرا
در ۲۱ مارس ۲۰۰۶، قرعه کشی تخصیصی برگزار شد که ترتیب اجرا برای نیمه نهایی را مشخص کرد. در پایان این نمایش، ارمنستان در جمع ۱۰ تیم برتر قرار گرفت و متعاقباً به فینال بزرگ راه یافت. بعدها مشخص شد که ارمنستان در نیمه نهایی با کسب ۱۵۰ امتیاز در رده ششم قرار گرفت. در جریان کنفرانس مطبوعاتی برندگان برای ده کشور مقدماتی پس از نیمه نهایی، ارمنستان پس از ورود از ترکیه، در جایگاه ۲۴ آخرین رتبه را کسب کرد. ارمنستان در فینال با ۱۲۹ امتیاز در رده هشتم قرار گرفت.
در ارمنستان هم نیمه نهایی و هم فینال با گزارش گوهار گاسپاریان و فلیکس خاچاطریان از شبکه یک پخش شد. AMPTV گوهر گاسپاریان را به عنوان مجری خود برای اعلام آرای ارامنه در فینال منصوب کرد.